# Planinska biskupska kapica
Planinska biskupska kapica (lat. Epimedium alpinum) je višegodišnja zeljasta biljka, vrsta iz roda biskupska kapica (Epimedium) dio porodice Berberidaceae. Raste u Hrvatskoj, Austriji, Bosni i Hercegovini, Sloveniji i Italiji.

## Opis
Visina biljaka je do 30 cm. Listovi su u obliku srca, polu-zimzeleni, u proljeće ružičaste nijanse. U jesen dobivaju crvenkastu brončanu nijansu. U cvatu je po 12-20 malih, crveno-žutih cvjetova. Korijen je vodoravan, puzeći.

## Uporaba
Koristi se u hortikulturi, no češće se za uzgoj koriste azijske vrste. Spomenute se vrste koriste i u tradicionalnoj medicini u Kini, Koreji i Japanu. Kod nas uporaba vrste E. alpinum u medicinske svrhe nije poznata, no znanstvenim je analizama utvrđeno da i ova biljka sadrži alkaloid magnoflorin, koji se do sada smatrao tipičnim za prije spomenute.

## Vanjske poveznice
- Vrtlarija

- E. alpinum
- E. alpinum
- E. alpinum, listovi; Francuska
- E. alpinum